# Dono (komediant)
Wahjoe Sardono (Surakarta, 30 september 1951 – Jakarta, 30 december 2001), beter bekend onder het mononiem Dono of Dono Warkop, was een acteur, komiek en docent uit Indonesië. Hij was een van de leden van de komediegroep Warkop. Zijn carrière begon toen hij nog een student sociologie was aan de Universitas Indonesia (UI). Hij diende als assistent van Selo Soemardjan samen met Paulus Wirutomo.
Na zijn studie bouwde Dono zijn populariteit op met de Warkop-groep door te verschijnen in 34 komediefilms tussen 1980 en 1995. Hij was ook actief als schrijver van romans en artikelen over sociale kwesties in de massamedia tot aan het einde van zijn leven. Dono overleed eind 2001 aan longkanker.
- International Standard Name Identifier: 0000 0003 8720 9458
- Library of Congress Control Number: nr96016809
- Virtual International Authority File: 26961754